# Cantonul Krapina-Zagorje
Cantonul Krapina-Zagorje este una dintre cele 21 unități administrativ-teritoriale de gradul I ale Croației. Are o populație de 142.432 locuitori (2001). Reședința sa este orașul Krapina. Cuprinde 7 orașe și 25 comune.